# Oneirodidae
Gli Oneirodidae T. N. Gill, 1879, sono una famiglia di pesci ossei marini dell'ordine Lophiiformes.

## Distribuzione e habitat
Si trovano in acque profonde e temperate di tutto il mondo.

## Descrizione
Sono la famiglia più grande e diversificata delle rane pescatrici d'acque profonde.
Si tratta di piccoli pesci, le più grande tra le specie può raggiungere al massimo i 20 centimetri di lunghezza

## Tassonomia
La famiglia comprende 16 generi:
- Bertella
- Chaenophryne Regan, 1925
- Chirophryne
- Ctenochirichthys Regan & Trewavas, 1932
- Danaphryne Bertelsen, 1951
- Dermatias Smith & Radcliffe, 1912
- Dolopichthys Garman, 1899
- Leptacanthichthys Regan & Trewavas, 1932
- Lophodolos Lloyd, 1909
- Microlophichthys Regan & Trewavas, 1932
- Oneirodes Lütken, 1871
- Pentherichthys Regan & Trewavas, 1932
- Phyllorhinichthys Pietsch, 1969
- Puck
- Spiniphryne Bertelsen, 1951
- Tyrannophryne